# Duške
Duške (en serbe cyrillique : Душке) est un village de l'est du Monténégro, dans la municipalité de Podgorica.

## Démographie

### Évolution historique de la population
| 1948 | 1953 | 1961 | 1971 | 1981 | 1991 | 2003 |
| ---- | ---- | ---- | ---- | ---- | ---- | ---- |
| 302  | 336  | 322  | 259  | 195  | 119  | 72   |